# Оуэн, Эвелин
Эвелин Эрнест Оуэн (англ. Evelyn Ernest Owen) конструктор-любитель, разработчик пистолета-пулемёта Оуэна, стоявшего на вооружении австралийской армии вплоть до конца 60-х годов.

## Ранние годы
Эвелин Оуэн родился 15 мая 1915 года в Вуллонгонге, Новый Южный Уэльс. Учился он в средней школе Вуллонгонга, но не был особенно склонен к учёбе. После учёбы он вместе со своим братом открыл бизнес по производству готовых строительных смесей, но вскоре бизнес прогорел.
Оуэн с детства проявлял большой интерес к созданию оружия. В возрасте восьми лет он начал свои разработки, создавая собственные дробовики, из которых он стрелял камнями по кучам мусора. В какой-то момент он переключился на изготовление бомб, однажды получив ранение в живот осколком одного из своих взрывных устройств, после этого случая Оуэн полностью переключился на изготовление огнестрельного оружия. Этот интерес впоследствии привёл его к разработке пистолета-пулемёта, который, по его мнению, найдёт широкое применение в современной войне.

## Разработка пистолета-пулемёта
Первый прототип своего пистолета-пулемёта изготовил в 1931 году, но окончательно закончил разработку лишь к 1938 году. В прототипе использовались боеприпасы калибра .22 LR. В следующем году он отнёс ПП артиллерийскому офицеру в казармах Виктория в Сиднее. Несмотря на заверения о том, что ПП можно модернизировать до большего калибра, Оуэну сказали, что австралийская армия не будет заинтересована в данном оружии. В 30-х годах, в армии Австралии бытовало мнение, что такое оружие как пистолеты-пулемёты предназначено скорее для гангстеров, чем для солдат, и в реальной войне от них будет мало толку.
Оуэн, разочарованный отсутствием интереса к своему огнестрельному оружию, в мае 1940 года записался в австралийскую армию. Его направили в 2/17 батальон. Однако незадолго до того, как отправиться на Ближний Восток со своим подразделением, ему удалось заинтересовать своим ПП менеджера завода в Порт-Кембла компании «Lysaght’s Newcastle Works» Винсента Уорделла. Австралия не имела опыта разработки серийного огнестрельного оружия и полностью полагалась на разработки Великобритании для производства стрелкового оружия. Уорделл полагал, что данное оружие может быть быстро произведено в Австралии в больших количествах, и поднял этот вопрос перед владельцем Lysaght’s, Эссингтоном Льюисом. Льюис организовал для Оуэна встречу с представителем армейского Центрального совета по изобретениям, капитаном К. М. Дайером.
Использование вермахтом пистолетов-пулемётов во время французской кампании 1940 года продемонстрировало потенциал такого оружия, и, следовательно, высшие чины австралийской армии были более благосклонны к данному виду оружия. Дайер, несмотря на отсутствие энтузиазма со стороны начальства, устроил так, чтобы Оуэн получил отпуск, для того, чтобы он изготовил больше прототипов своего ПП. Работая с Lysaght, к марту 1941 года Оуэн выпустил версии, в которых использовались патроны без закраины .32 ACP и .45 ACP.
Препятствием для разработки ПП оказалось продолжающая разработка в Великобритании пистолета-пулемёта Стэн, армия была готова ожидать завершения разработки данного ПП от Англии. Однако правительство в лице министра армии Перси Спендера отменило это решение и разместило заказ на 100 штук. Это позволило провести масштабные испытания.
В конце июня 1941 года Оуэн был уволен из армии и начал полноценно работать в Lysaght. В сентябре 1941 года его ПП проходил испытания с аналогичными видами оружия того времени, в частности с пистолетом-пулемётом Томпсона, Стэном и немецким MP-18. В результате испытаний в грязи, песке и воде, пистолет-пулемёт Оуэна показал более высокую степень надёжности, чём вышеописанные ПП. В результате успеха испытаний первоначальный заказ со 100 единиц был увеличен до 2000.
После дальнейших испытаний, пистолет-пулемёт Оуэна, был запущен в массовое производство в Австралии.
Пистолет-пулемёт был запатентован в 1943 году, и Оуэн, как патентообладатель, получал гонорары за изготовленное оружие. Позже он продал права на патент правительству.
К концу 1942 года ПП Оуэна использовался в боевых действиях в джунглях против японцев в Новой Гвинее. Несмотря на разработку австралийского варианта Sten, Austen, Owen по-прежнему оставался более предпочтительным оружием среди солдат Австралии. Более 45 000 пистолетов-пулемётов Оуэна были произведены во время Второй мировой войны, они продолжали использоваться во время войн в Корее, Малайзии и в первые годы войны во Вьетнаме.

## Дальнейшая жизнь
Оуэн получил 10 000 фунтов стерлингов в виде гонораров и от продажи патентных прав, он использовал эти деньги для открытия лесопилки неподалёку от родного Вуллонгонга. Его интерес к огнестрельному оружию не уменьшился, и он продолжал разрабатывать и экспериментировать с огнестрельным оружием, особенно со спортивными винтовками. Сильно пьющий Оуэн был госпитализирован в больницу Вуллонгонга, где умер от разрыва язвы желудка 1 апреля 1949 года в возрасте 33 лет.